# 育児性
育児性(いくじせい)とは、男性女性を問わず人の育児に適した性格傾向、メンタリティ。従来、「母性が強い・弱い」などと表現された。しかし、母性という呼称が育児を女性特有とする性的差別につながるとして、中性的な表現にしたもの。

## 概要
単に、女性であることのみによって、その個人が育児に適しているとは、必ずしも言えない。また、男性であることのみによって、その個人が育児に適していないとも、必ずしも言えない。育児を行う能力は、その個人が先天的に持っていたか、後天的に体得したものであり、性別には必ずしもかかわりがない。
従来、育児を行う能力を以て、「女性らしい・らしくない」、「男性らしい・らしくない」と評価されてきた性質を、性別と分離した個人の性質として評価することを、育児性という。

## 男性保育士の増加
従来、保育士は保母と称され、その従事者もほとんど女性だった。しかし、近年男性保育士が増加し、その有用性も認められている。現在の保育士はしかるべき課程で養成されたか、筆記試験と実技試験によって保育士試験に合格した専門職であって、生まれつきの特性や、文化的な良妻賢母教育に依存した技術者ではない。

## 参考資料
- 大日向雅美_子育て支援と育児性 - 「世界の児童と母性(特集 父親・父性と子ども)」資生堂社会福祉事業財団 2008年
- 宮内清子・本間裕子ほか_妊娠・分娩過程における育児性の発達に関する研究 - 愛媛県立医療技術短期大学紀要、1995年

その他国立情報学研究所の論文検索CiNiiで、保育学、母性看護学などの領域で論文タイトルに育児性を使用したものが、1990年代から2009年までに15編のヒットがある。特に、大日向雅美にこの育児性を巡っての論考が多い。